# Tsuyoshi Kusanagi
Tsuyoshi Kusanagi (草彅 剛, Kusanagi Tsuyoshi, 9 de Julho de 1974, Seiyo, Ehime, Japão) é um artista japonês. Ex-membro do popular grupo japonês SMAP, tem aparecido constantemente em dramas, shows de variedades e filmes na televisão.

## Biografia
Kusanagi cresceu em Kasukabe, Saitama, Japão.
Fez várias visitas longas para a Coreia do Sul em 2003, realizando audições e aparecendo em shows de variedades na TV e comerciais. Lançou um CD em coreano na Coreia e no Japão.
Em 2004, apresentou seu próprio show de variedades, Chonan Gang (チョナン・カン, Chonan Kan) com convidados e temas coreanos. O show foi nomeado após a adoção do nome Chonan Gang [carece de fontes?], que é a forma coreana de se ler "Tsuyoshi Kusanagi", além de ser considerado seu nome artístico no país. Também apresentou um programa no qual conversou com o presidente sul-coreano Roh Moo-hyun, durante sua visita oficial no Japão em Junho de 2003.
Fez o papel principal no filme Yomigaeri (黄泉がえり) (18 de Janeiro de 2003; uma apresentação pública no Japão.) Além disso, sua produção cinematográfica coreana de língua japonesa Hotel Venus (ホテルビーナス, Hoteru Bīnasu) (6 de Março de 2004, apresentação pública no Japão) foi submetida para o Festival de Moscou em 25 de Junho de 2004.
Embora não tenha sido o membro mais popular do SMAP no início, ao seguir suas bem recebidas performances em uma variedade de papéis, e acompanhando a onda hallyu durante a bem sucedida estreia de Winter Sonata no Japão, Kusanagi se tornou um dos membros mais populares do grupo.
Esteve no grupo SMAP até o seu fim em 2016. No ano seguinte, com o fim do contrato com a a sua antiga agência Jhonny & Associates, se transferiu para a CULEN, juntamente com Goro Inagaki e Shingo Katori.

## Incidente
Por volta das 3 horas da madrugada de 23 de Abril de 2009, Kusanagi foi preso por suspeita de indecência pública. Relatos afirmam que ele dançava nu sob a influência do álcool no parque Hinokicho em Akasaka, Minato, Tóquio. Quando confrontado pela polícia, chamada ao local, respondeu "qual é o problema em estar nu?", o que rapidamente virou notícia no Japão.
Kusanagi apareceu em uma conferência de imprensa realizada na noite de 24 de Abril de 2009 acompanhado de seu advogado, e desculpou-se por seu mau comportamento. "Como um adulto, meu comportamento foi embaraçoso." "Bebi demais, na medida em que eu estava fora de controle. Lamento muito as minhas ações." O Ministério Público decidiu não indiciá-lo devido ao seu pedido de desculpas e o resultado vergonhoso do incidente.
Por suas ações, Kusanagi foi retirado da campanha japonesa de transição para a televisão digital em 2011, mas foi reintegrado após o artista pedir sua volta, bem como prometeu filmar os comerciais gratuitamente.
Retornou ao trabalho em 28 de Maio gravando o show de variedades "SMAP×SMAP". O programa foi ao ar na Fuji TV em 1 de Junho, no qual foi possível observar Kusanagi retendo suas lágrimas enquanto cantava o single Arigatou.

## Filmografia

### Dramas
- Kekkon shiyō yo (結婚しようよ, 1996)
- Oishii kankei (おいしい関係, 1996)
- Ii Hito. (いいひと。, 1997)
- Drama Especial: Sashō Taeko - kikan no aisatsu (ドラマスペシャル沙粧妙子－帰還の挨拶－, 1997)
- Narita rikon (成田離婚, 1997)
- Sensei shiranai no? (先生知らないの?, 1998)
- Jinbē (じんべえ, 1998)
- TEAM (TEAM, série de drama anual entre 1999–2003)
- Food Fight (フードファイト, 2000)
- Star no koi (スタアの恋, 2001)
- Boku no ikiru michi (僕の生きる道, 2003)
- Taikōki - Saru to yobareta otoko (太閤記～サルと呼ばれた男, 2003)
- Boku to kanojo to kanojo no ikiru michi (僕と彼女と彼女の生きる道, 2004)
- Shinsengumi! (新選組!, 2004)
- Tokugawa Tsunayoshi - Inu to yobareta otoko (徳川綱吉～イヌと呼ばれた男, 2004)
- Kaikyō o wataru Violin (海峡を渡るバイオリン, 2004)
- Koi ni Ochitara - Boku no Seikō no Himitsu (2005)
- Ai to Shi o Mitsumete (2006)
- Boku no aruku michi (僕の歩く道, 2006)
- Ryōkiteki na Kanojo (猟奇的な彼女, 2008)
- Ninkyo Helper (任侠ヘルパー, 2009)
- 99 Nen no Ai -Japanese Americans- (99年の愛〜JAPANESE AMERICANS〜, 2010）
- Fuyu no Sakura (冬のサクラ, 2011）
- 37-Sai de Isha ni Natta Boku -Kenshuui Junjou Monogatari- (37歳で医者になった僕〜研修医純情物語〜, 2012）
- Specialist (スペシャリスト, 2013）
- Kami-sama no Beller-bo -Tezuka Osamu no Black Jack Seisaku Hiwa- (神様のベレー帽〜手塚治虫のブラック・ジャック創作秘話〜, 2013）
- Dokushin Kizoku (独身貴族, 2013）
- Specialist 2 (スペシャリスト2, 2014）
- Zeni no Sensou (銭の戦争, 2015）
- Specialist 3 (スペシャリスト3, 2015）
- Specialist 4 (スペシャリスト4, 2015）
- Specialist (スペシャリスト, 2016）
- Uso no Sensou (嘘の戦争, 2017）

### Programas de variedades
- "SMAP×SMAP"
- "Dotch Cooking Show" (どっちの料理ショー)
- "New Dotch Cooking Show" (新どっちの料理ショー)
- "「Pu」sma"
- "Morita Kazuyoshi Hour Waratte iitomo! (Sexta-feira)"
- "Waratte Iitomo! Número especial"
- "Chonan Gang" (チョナン・カン)

### Filmes
- Messenger (メッセンジャー, 1999)
- Yomigaeri (黄泉がえり, 2003)
- Chanoaji (茶の味, 2003)
- The Hotel Venus (ホテルビーナス, 2004)
- Nihon Chinbotsu (日本沈没, 2006)
- Sinking of Japan (2006)
- Like a Virgin  (filme coreano, pequena aparição como um professor japonês, 2006)
- Strings (ストリングス, como dublador, 2007)
- Yamanoanata (山のあなた, 2008)
- Ballad (バラッド、2009)

### Outros
- Chikyuu fushigi daisezen (地球ふしぎ大自然!, Maravilhosa natureza da Terra!)" (Narrador)
- Loja de conveniência "SHOP99" (Comercial)
- Hime-chan no Ribbon (姫ちゃんのリボン, Animação, 1992/93, sênior de Hasekura, também como ele mesmo no episódio 13)"
- Kamata Koshinkyoku (peça de teatro, 蒲田行進曲)
  - Estreia: 20 a 28 de Fevereiro e 5 e 27 de Março, 1999)
  - Segunda performance: 15 a 25 e 28 a 30 de Janeiro e 4 a 20 de Fevereiro, 2000
- VOICE Reading/Tsubakihime (椿姫)
  - Estreia: 13 a 16 de Fevereiro de 2002
  - Segunda performance: 22 a 23 de Junho de 2002
- Chichi Kaeru/Okujyo No Kyoujin (teatro, 父帰る／屋上の狂人, De 1 a 30 de Abril de 2006